# Cryptochironomus sorex
Cryptochironomus sorex är en tvåvingeart som beskrevs av Henry Keith Townes, Jr. 1945. Cryptochironomus sorex ingår i släktet Cryptochironomus och familjen fjädermyggor. Inga underarter finns listade i Catalogue of Life.